# Laophonte congenera
Laophonte congenera är en kräftdjursart som beskrevs av Noodt 1908. Laophonte congenera ingår i släktet Laophonte och familjen Laophontidae. Inga underarter finns listade i Catalogue of Life.